# Liophidium trilineatum
Espèce
Statut de conservation UICN

 DD  : Données insuffisantes
Liophidium trilineatum est une espèce de serpents de la famille des Lamprophiidae. 

## Répartition
Cette espèce est endémique de Madagascar.

## Publication originale
- Boulenger, 1896 : Catalogue of the snakes in the British Museum. London, Taylor & Francis, vol. 3, p. 1-727 (texte intégral).